# Рідкодубівська сільська рада (Краснолиманський район)
| Рідкодубівська сільська рада — колишній орган місцевого самоврядування у Лиманському районі Донецької області з адміністративним центром у с. Рідкодуб. Сільській раді підпорядковані населені пункти: - с. Рідкодуб - с. Карпівка - с. Катеринівка - с. Липове - с-ще Нове - с. Новомихайлівка |

## Склад ради
Рада складається з 16 депутатів та голови.

## Керівний склад сільської ради
| ПІБ                                 | Основні відомості                                                                             | Дата обрання | Дата звільнення |
| ----------------------------------- | --------------------------------------------------------------------------------------------- | ------------ | --------------- |
| Герасименко Володимир Володимирович | Сільський голова, 1955 року народження, освіта, член Всеукраїнського об'єднання «Батьківщина» | 26.03.2006   | 31.10.2010      |
| Герасименко Володимир Володимирович | Сільський голова, 1955 року народження, освіта середня спеціальна, безпартійний               | 31.10.2010   |                 |

Примітка: таблиця складена за даними джерела